# Archanara nigra
Archanara nigra är en fjärilsart som beskrevs av Wightman 1931. Archanara nigra ingår i släktet Archanara och familjen nattflyn. Inga underarter finns listade i Catalogue of Life.